# Battalion de North Bay
Pour les articles homonymes, voir Battalion.
Le Battalion de North Bay est une franchise de hockey sur glace qui évolue dans la Ligue de hockey de l'Ontario. La franchise était auparavant basé à Brampton avant d'être relocalisé à North Bay en 2013 tout en conservant son logo et son nom.